# 锡伯渡
47°15′42″N 88°16′34″E / 47.26168°N 88.27611°E
锡伯渡，位于中华人民共和国新疆维吾尔自治区阿勒泰地区阿勒泰市东郊的一处地名，因西迁锡伯人在额尔齐斯河渡河而得名。

## 沿革
清朝平定准噶尔叛乱后，乾隆三十年（1765），东北沈阳一带抽调了1020名锡伯族青年及其家属共3275人，分两批去伊犁戍边。1765年，第一批队伍经过乌尔莫盖提达坂进入阿尔泰，当时正值盛夏，额尔齐斯河洪水暴涨，难以逾越。额尔齐斯河岸有许多野兽和鱼类，锡伯人自古是打猎捕鱼高手，因河水暂时阻挡道路，他们只能在此休整数日，便成为后人记录的锡伯渡经历，并在当地纪录了“锡伯渡”地名。六月下旬，过霍博克赛尔、察罕鄂博等地，两队人马才得到接济。继而，又过额敏、巴图鲁克、博尔塔拉等地，穿越隘道果子沟，于乾隆三十年（1765）七月下旬抵达伊犁绥定一带。

## 现状
锡伯渡当地有野生的中药疏花蔷薇果。锡伯渡的南部临216国道。1993年9月17日，国道216线锡伯渡至火烧山段通车，至此国道216北屯—大黄山公路全线通车。中华人民共和国交通部副部长李居昌、自治区副主席阿不来提·阿不都热西提为公路通车剪彩。